# Bobina
Bobina, de son vrai nom Dmitry Almazov (russe : Дмитрий Алмазов), est un producteur et disc jockey russe de trance né le 11 mars 1982 à Moscou.

## Biographie
Son premier single, Lazy World a été publié en 2004 pour le label britannique Deep Blue Records. 
Son deuxième album, Again, sorti en 2008, a été vendu à plus de 40 000 exemplaires en Russie. Cette année-là, Bobina figure à la 28e place du classement des 100 meilleurs DJ établi par DJ Magazine et a été élu Best Russian DJ de 2007 lors des Russian Dance Music Awards.
Ferry Corsten déclare à propos de ce producteur : « Ask me to name one of the most talented producers from Russia and the first name that comes to my mind is Bobina ». 

## Discographie
- 2004 : Catchy!
- 2006 : Beautiful Friend / Trance For Cowboys
- 2011 : In Trance We Trust 017
- 2011 : Bobina - Rocket Ride
- 2013 : Russia Goes Clubbing (Stage 006)
- 2013 : Bobina - Same Difference
- 2014 : Russia Goes Clubbing (Stage 007)
- 2015 : Bobina - #Uplifting
- 2016 : Speed Breaker
- 2019 : Bobina - Targets

## Compilations
- 2019 : 15 Years The Best Of, Vol.1